# Edmundo Jarquín
Edmundo Jarquín Calderón, (Ocotal, 1946) es un político nicaragüense que se autodefine como socialdemócrata. Fue candidato a vicepresidente, junto con el candidato a presidente por el Movimiento Renovador Sandinista (MRS), Herty Lewites, para las elecciones generales de 2006, hasta que este falleció el 2 de julio del mismo año. Jarquín lo sucedió como candidato a presidente por el MRS. El cantautor Carlos Mejía Godoy fue su compañero de fórmula. En esas elecciones, en las cuales ganó Daniel Ortega con el 38% de los votos, obtuvo el 6.58% (Fuente: Catálogo Estadístico de las Elecciones en Nicaragua 1990-2011, del Instituto para la Democracia, IPADE).
Para las elecciones generales de 2011, se formó una amplia alianza opositora al presidente Daniel Ortega, que se inscribió en la casilla del Partido Liberal Independiente (PLI), de la cual formó parte el MRS. Edmundo Jarquín fue candidato a Vicepresidente, en una fórmula encabezada por el liberal Fabio Gadea Mantilla. A esa alianza (A-PLI), el Consejo Supremo Electoral (CSE) le reconoció el 31%, en unas elecciones cuyos resultados fueron “imposible de verificar”, según la Misión de Observación Electoral de la Unión Europea (MOE-UE).

## Biografía
Se educó en la Universidad Centroamericana (UCA) de Nicaragua y en la Universidad de Chile, donde obtuvo el grado de Licenciado en Ciencias Jurídicas y Sociales, y egresó de la maestría en economía de la Escuela Latinoamericana de Estudios Económicos para Graduados (ESCOLATINA) en 1973, cuando debió abandonar Chile por el golpe de Estado del General Pinochet contra el presidente Salvador Allende. Durante el gobierno del Frente Sandinista de Liberación Nacional (FSLN), en el periodo 1979-1990, fue director de Relaciones Económicas Internacionales en la Cancillería, Director de Inversiones en el Ministerio de Planificación, y Ministro de Cooperación Externa (1981-1984). Posteriormente, Embajador de Nicaragua en México (1984-1988) y España (1988-1990). En las elecciones de febrero de 1990 en que el Presidente de Nicaragua Daniel Ortega fue derrotado por Violeta Barrios de Chamorro (su suegra), fue elegido diputado a la Asamblea Nacional por el FSLN. En 1992 ingresó a trabajar en el Banco Interamericano de Desarrollo (BID) en Washington D. C., Estados Unidos, retirándose en 2005.
Mundo (como usualmente se le conoce) Jarquín se integró muy prematuramente a la política. Internado en el Instituto Pedagógico - La Salle de Diriamba en noviembre de 1960, fue testigo de la rebelión del “Movimiento 11 de noviembre” de la cual formó parte Herty Lewites. Como lo confiesa en su libro “Pedro Joaquín ¡Juega!”, el contacto con la experiencia heroica de ese puñado de luchadores antisomocistas le marcó profundamente y se volvió, desde entonces, un luchador contra la dictadura, pese a la filiación liberal de su familia y siendo los Somoza caudillos del Partido Liberal.
Al ingresar a la Universidad Centroamericana (UCA) en 1965 se incorporó a la Juventud Demócrata Cristiana, y fue elegido Secretario de Asuntos Sindicales del Centro Estudiantil Universitario (CEUUCA) de la UCA. Fue enviado a Chile en marzo de 1966 para un curso de entrenamiento de líderes políticos juveniles en la entonces Oficina Relacionadora de Movimientos Estudiantiles Universitarios (ORMEU), que después se convertiría en la Corporación de Promoción Universitaria (CPU). Al finalizar el entrenamiento, en noviembre de 1966, fue nombrado Secretario Estudiantil de la Juventud Demócrata Cristiana de América Latina (JUDCA), hasta que se reintegró en la Facultad de Derecho de la UCA en mayo de 1967, militando activamente en el movimiento estudiantil. Entre 1968 y 1969 fue Presidente del Centro Estudiantil Universitario de la Universidad Centroamericana (CEUUCA), y participó en numerosas protestas contra la dictadura, una de las cuales concluyó con un cierre temporal de la UCA.
En 1970 viajó a Chile a terminar sus estudios de leyes. A su regreso en 1973, se reencontró con Pedro Joaquín Chamorro, con quien se había conocido desde 1965, y junto a otros luchadores antisomocistas iniciaron los trabajos que desembocaron, a finales de 1974, en la creación de la Unión Democrática de Liberación (UDEL), una amplia alianza de partidos políticos y organizaciones sindicales que se oponían a la dictadura.
Fue profesor de desarrollo económico de la Universidad Centroamericana (UCA) e investigador del Programa Centroamericano de Ciencias Sociales del Consejo Superior Universitario Centroamericano (CSUCA). Desde 1966 ha estado vinculado al Instituto de Promoción Humana (INPHRU), siendo uno de sus integrantes originales, y su Director Ejecutivo posteriormente. Fue fundador y director del Centro de Investigación y Asesoría Socioeconómica (CINASE).
Entre 1981 y 1984 fue Ministro de Cooperación Externa del Gobierno de Nicaragua (entonces Ministro Director del Fondo Internacional para la Reconstrucción de Nicaragua, FIR), y Embajador en México (1984-88) y España (1988-1990). Entre 1990 y 1992 fue diputado por el FSLN y miembro de la Junta Directiva de la Asamblea Nacional. Fue miembro fundador del Movimiento Renovador Sandinista (MRS), en 1995.
De 1992 a 2005 trabajó en el Banco Interamericano de Desarrollo (BID) como especialista en políticas públicas en el Departamento de Análisis de Proyectos, y a partir de 1994 fue el primer Jefe de la División de Estado, Gobernabilidad y Sociedad Civil, en el Departamento de Desarrollo Sostenible.
Fue Jefe de Gabinete del Secretario General Iberoamericano, Enrique V. Iglesias, expresidente del BID, en la Secretaría General Iberoamericana (SEGIB), organismo internacional establecido en Madrid, España, entre septiembre de 2005 y junio de 2006, en que se integró a la campaña electoral del MRS en Nicaragua.
En función de su vida profesional y política, Mundo Jarquín ha viajado extensamente y tiene una amplia experiencia internacional.
Es autor y coautor de diversas publicaciones sobre política, democracia y desarrollo.
Es autor de una biografía de Pedro Joaquín Chamorro Cardenal, “Pedro Joaquín ¡Juega!”, publicada en 1998 en ocasión del vigésimo aniversario de su asesinato.
Es coautor de la tercera edición revisada del libro “La Política Importa: Democracia y Desarrollo en América Latina”, BID-IDEA, publicado en 2005.
Es coeditor del libro “Programas Sociales, Pobreza y Participación Ciudadana”, BID, 2000. Es coautor de la publicación BID-CEPAL “Un tema del desarrollo: la reducción de la vulnerabilidad frente a los desastres naturales”, del año 2000. Es autor de un ensayo titulado “Democracia, pobreza y desigualdad: impacto de la política en el desarrollo” el cual ha sido publicado en diversas partes.
También es coeditor del libro “Economía política de la reforma judicial”, BID, 1997 (publicado en inglés bajo el título “Justice Delayed”).
Autor del ensayo sobre “Modernización del Estado y Fortalecimiento de la Sociedad Civil”, incorporado en el libro “Reforma del Estado y Sociedad Civil en Centroamérica”, publicado por la Asociación Latinoamericana de Organizaciones Populares (ALOP), San José, Costa Rica, 1996.
Es coautor del libro “Reforma Social y Pobreza: hacia una estrategia integrada de desarrollo”, BID-PNUD, 1993.
De su trabajo en el CSUCA resultó la coautoría de “Estructura Agraria, Dinámica de Poblaciones y Desarrollo en Centroamérica” publicado por la Editorial Universitaria Centroamericana (EDUCA) en 1978; también es coautor del libro “Estructura demográfica y migraciones internas en Centroamérica”, de la misma editorial.
Ha participado en numerosas conferencias internacionales y fue miembro del Consejo de Gobierno de la Sociedad Internacional para el Desarrollo (SID). En 1963, en Nueva Delhi, India, fue Presidente de la Comisión Económica de la VI Cumbre del Movimiento de Países No Alineados.
Desde 2007 se ha desempeñado como consultor en políticas públicas en diversos organismos internacionales, residiendo en Managua, Nicaragua. Fue Facilitador Principal de la Concertación Nacional para el Desarrollo de Panamá, convocada por el presidente Martín Torrijos (2004-2009), para en función de los ingresos adicionales por la ampliación del canal de Panamá, establecer una estrategia de desarrollo de largo plazo.
Desde 2008 mantenía un programa semanal de análisis político, “El pulso de la semana, con Mundo Jarquín”, muy crítico del gobierno autoritario de Daniel Ortega, que se transmitía por Radio Corporación y se publicaba cada semana en La Prensa de Nicaragua. Es también, ocasionalmente, colaborador de diversas publicaciones periódicas en el extranjero.